# Joachim von Brawe
Joachim von Brawe (* 11. August 1663 in Sulzbach; † 7. April 1740 in Hann. Münden) aus dem Adelsgeschlecht derer von Brawe war ein deutscher Diplomat und zuletzt ostfriesischer Gesandter beim Reichstag zu Regensburg.

## Leben
Brawe war ein Sohn des Magisters Justus Brawe aus Osnabrück und seiner aus den Niederlanden stammenden Frau Margarete Giesbert. Er war 1678 geheimer Scribent beim Pfalzgrafen Christian August von Pfalz-Sulzbach, später Kammersekretär. 1685 wurde er zum Hofrats-Protokollisten ernannt, 1691 zum Hofrat. 1697 wurde er landgräflich hessen-darmstädtischer Geheimer Rat und Gesandter am Kaiserhof in Wien. 1708 wurde er von Landgraf Ernst Ludwig gemeinsam mit dem Regierungsrat Ernst von Schwarzenau zur Schlichtung von Streitigkeiten zwischen Stadtrat und Bürgerschaft nach Wetzlar entsandt. 1710 wurde er Gesandter des Fürstentums Braunschweig-Wolfenbüttel in Regensburg. 1716 war er ostfriesischer Geheimer Rat. Am 10. Juli 1719 wurde er zum braunschweigischen Geheimen Rat ernannt, 1720 zum Wirklichen Geheimen Rat. Von 1730 bis 1737 war er als diplomatischer Vertreter des ostfriesischen Fürstenhauses Comitialgesandter auf dem Reichstag zu Regensburg.
1739 zog sich Joachim von Brawe nach Hann. Münden zurück, wo er im darauffolgenden Jahr verstarb und im Chor der St.-Blasii-Kirche beigesetzt wurde (Grabstein noch vorhanden).

## Werke
- Memorial An Die allgemeine Hochlöbliche Reichs-Versammlung zu Regensburg, In Abwesen der Hoch-Fürstl. Lübeckischen / Von der Hoch-Fürstl. Braunschweig-Wolffenbüttelischen Gesandtschafft, Pro ulteriori moderatione & remissione residui, Mit beygefügten Cräyß-Testimonialibus. Regensburg den 30. Octobr. 1722.